# 福祉法令一覧
福祉法令一覧（ふくしほうれいいちらん）は、各種福祉関連法律について紹介する。

## 現行法律

### あ行
- 育児休業、介護休業等育児又は家族介護を行う労働者の福祉に関する法律

### か行
- 介護保険法
- 確定給付企業年金法
- 確定拠出年金法
- 健康保険法
- 厚生年金保険法
- 高齢者の医療の確保に関する法律
- 国民健康保険法
- 国民年金法
- 国家公務員共済組合法
- 雇用保険法

### さ行
- 児童買春、児童ポルノに係る行為等の処罰及び児童の保護等に関する法律
- 児童虐待の防止等に関する法律
- 児童手当法
- 児童福祉法
- 児童扶養手当法
- 社会福祉法
- 社会福祉士及び介護福祉士法
- 社会保険診療報酬支払基金法
- 社会保険労務士法
- 障害者基本法
- 障害者の日常生活及び社会生活を総合的に支援するための法律
- 障害者の雇用の促進等に関する法律
- 私立学校教職員共済法
- 心神喪失等の状態で重大な他害行為を行った者の医療及び観察等に関する法律
- 身体障害者福祉法
- 身体障害者補助犬法
- 生活保護法
- 精神保健福祉士法
- 精神保健及び精神障害者福祉に関する法律
- 船員保険法
- 戦傷病者特別援護法

### た行
- 知的障害者福祉法
- 地方公務員等共済組合法
- 特別児童扶養手当等の支給に関する法律
- 独立行政法人国立重度知的障害者総合施設のぞみの園法

### な行
- 日本赤十字社法

### は行
- 発達障害者支援法
- 福祉用具の研究開発及び普及の促進に関する法律
- 母子及び父子並びに寡婦福祉法
- ホームレスの自立の支援等に関する特別措置法

### ま行
- 民生委員法

### ら行
- 老人福祉法
- 労働者災害補償保険法

## 現行政令
○○法施行令などは、記事があるもののみ掲載した。

### か行
- 介護保険法施行令
- 健康保険法施行令
- 国民健康保険法施行令

### さ行
- 児童買春、児童ポルノに係る行為等の処罰及び児童の保護等に関する法律施行令
- 児童虐待の防止等に関する法律施行令
- 児童福祉法施行令
- 社会福祉法施行令
- 社会福祉士及び介護福祉士法施行令
- 社会保険労務士法施行令
- 障害者基本法施行令
- 障害者自立支援法施行令
- 障害者の雇用の促進等に関する法律施行令
- 身体障害者福祉法施行令
- 身体障害者補助犬法施行令
- 生活保護法施行令
- 精神保健福祉士法施行令
- 精神保健及び精神障害者福祉に関する法律施行令
- 船員保険法施行令

### た行
- 知的障害者福祉法施行令
- 特別児童扶養手当等の支給に関する法律施行令

### な行
- 日本赤十字社法施行令

### は行
- 福祉用具の研究開発及び普及の促進に関する法律施行令
- 母子及び父子並びに寡婦福祉法施行令

### ま行
- 民生委員法施行令

### ら行
- 老人福祉法施行令

## 現行省令

### か行
- 介護保険法施行規則
- 健康保険法施行規則
- 国民健康保険法施行規則

### さ行
- 児童買春、児童ポルノに係る行為等の処罰及び児童の保護等に関する法律施行規則
- 児童虐待の防止等に関する法律施行規則
- 児童福祉法施行規則
- 社会福祉法施行規則
- 社会福祉士及び介護福祉士法第十条第一項の規定に基づく指定試験機関等を指定する省令
- 社会福祉士及び介護福祉士法に基づく指定試験機関及び指定登録機関に関する省令
- 社会福祉士介護福祉士学校職業能力開発校等養成施設指定規則
- 社会福祉士及び介護福祉士法施行規則
- 社会福祉主事養成機関等指定規則
- 社会保険労務士法施行規則
- 出生証明書の様式等を定める省令
- 障害児福祉手当及び特別障害者手当の支給に関する省令
- 障害児福祉手当及び特別障害者手当等事務取扱規則
- 障害者基本法施行規則
- 障害者自立支援法施行規則
- 障害者の雇用の促進等に関する法律施行規則
- 身体障害者福祉法施行規則
- 身体障害者補助犬法施行規則
- 生活保護法施行規則
- 精神障害者社会復帰施設の設備及び運営に関する基準
- 精神保健福祉士短期養成施設等及び精神保健福祉士一般養成施設等指定規則
- 精神保健福祉士法第十条第一項に規定する指定試験機関及び同法第三十五条第一項に規定する指定登録機関を指定する省令
- 精神保健福祉士法に基づく指定試験機関及び指定登録機関に関する省令
- 精神保健福祉士法附則第二条第一号に規定する指定講習会を指定する省令
- 精神保健福祉士法施行規則
- 精神保健及び精神障害者福祉に関する法律施行規則
- 精神保健及び精神障害者福祉に関する法律第五十一条の二第一項に規定する精神障害者社会復帰促進センターを指定する省令
- 船員保険法施行規則

### た行
- 知的障害者福祉法施行規則
- 特別児童扶養手当等の支給に関する法律施行規則

### な行
- 日本赤十字社法施行規則

### は行
- 福祉用具の研究開発及び普及の促進に関する法律施行規則
- 母子及び父子並びに寡婦福祉法施行規則

### ま行
- 未成年者飲酒禁止法施行規則
- 未成年者喫煙禁止法施行規則
- 民生委員法施行規則

### ら行
- 老人福祉法施行規則

## 現行告示
- 介護福祉士養成施設等指導要領
- 社会福祉士養成施設等指導要領
- 社会福祉主事養成機関指導要領
- 社会福祉法人審査要領
- 精神保健福祉士養成施設等指導要領